# Diablo
Diablo là một trò chơi điện tử thuộc thể loại nhập vai hành động phát triển bởi Blizzard North, phát hành bởi Blizzard Entertainment vào tháng 1 năm 1997 trên nền tảng PC.
Trò chơi lấy bối cảnh vương quốc Khanduras (một vùng giả tưởng trong thế giới Stanctuary ở Diablo series), người chơi điều khiển một nhân vật chống lại Diablo. Dưới thị trấn Tristram, người chơi đi qua mười sáu bàn, để cuối cùng xuống tận Địa ngục đối mặt với Diablo và đội quân của hắn.
Một bản mở rộng Diablo: Hellfire phát hành vào năm 1997, tuy không phải bởi Blizzard Entertainment. Vào năm 1998, Electronic Arts phát hành Diablo trên hệ máy PlayStation. Phiên bản này, được phát triển bởi Climax Studios sử dụng cách điều khiển thao tác nhân vật trực tiếp qua tay cầm PS thay vì lối chơi point-and-click như trên hệ máy PC. Một phiên bản trên hệ máy Sega cũng được Electronic Arts lên kế hoạch nhưng chưa từng phát hành. Diablo được công nhận là một trong những dòng game vĩ đại nhất mọi thời đại  vì khả năng ngẫu nhiên và đa dạng các nhiệm vụ và kẻ địch cho từng màn chơi, chế độ chơi trực tuyến và đồ họa hấp dẫn. Thành công của game dẫn tới sự ra mắt các phiên bản tiếp theo:  Diablo II năm 2000, Diablo III năm 2012 và Diablo IV năm 2023. Cũng vào năm 2022, một phiên bản trên máy di động là Diablo Immortal được ra mắt.

## Cốt truyện
Trước các diễn biến chính trong game, câu truyện bắt đầu bởi một nhóm quỷ cấp thấp tại địa ngục đứng đầu là Azmodan và Belial nổi loạn chống lại tam đại ác quỷ (Diablo(nhân vật), Mephisto,Baal). Sau đó bộ ba ác quỷ bị trục xuất lên Sanctuary, ngay lập tức thiên thần Tyrael tập hợp các chiến binh loài người thành lập hội pháp sư Horadrim nhằm bắt nhốt chúng lại trong các viên linh thạch. Mephisto bị bắt gần khu rừng Kehjistan và bị giam cầm trong một ngôi đền ở Zakarum mà sau này có tên là Kurast Bazaar. Baal bị truy lùng đến sa mạc gần thành phố Lut Gholein. Tal Rasha, lãnh đạo nhóm Horadrim, đã hy sinh thân mình để bắt giữ Baal và nhốt trong một linh thạch bị hư hại. Diablo bị bắt bởi một nhóm thầy tu Horadrim dẫn đầu bởi Jered Cain. Các thầy tu chôn viên linh thạch chứa Diablo gần dòng sông Talsande ở Khanduras, và xây dựng tu viện của Horadrim với một mạng lưới mê cung chằng chịt được xây dựng lên để che giấu nơi chôn cất này. Thị trấn Tristram mọc lên xung quanh tu viện này, tu viện này sau đó bị bỏ hoang, dần dần cả hội pháp sư Horadrim cũng rơi vào quên lãng. Rồi đến một ngày có một vị vua tên là Leoric đến từ phương Đông làm chủ nơi này. Nhà vua cải tao tu viện thành nhà thờ Zakarum. Tổng Giám mục Lazarus bí mật giải thoát cho Diablo, sau đó Diablo tìm cách chiếm hữu linh hồn của nhà vua. Cuối cùng Leoric hóa điên trong cuộc đấu tranh chống lại Diablo. Vua Leoric, trong cơn loạn trí đã tuyên chiến với vương quốc Westmarch cùng lúc Diablo bắt cóc và chiếm hữu hoàng tử Albrecht. Không chịu nổi chính sách hà khắc của nhà vua, chỉ huy Lachdanan sau khi tham chiến trở về đã ra tay giết Leoric. Sau khi chết Leoric trở thành Skeleton King tấn công Lachdanan và quân lính. Về phần mình, tổng Giám mục Lazarus dẫn dân làng vào nhà thờ để tế cho một con quỷ Butcher, người dân kinh hoàng chạy khỏi Tristram, giờ đây thị trấn bị bỏ hoang.
Tới phần diễn biến trong game, nhân vật tới thị trấn Tristram đơn độc chống lại bọn quỷ dữ. Người chơi đi qua mười sáu hầm ngục bên dưới thị trấn Tristram lần lượt tiêu diệt Butcher, Lazarus, Skeleton King và cuối cùng là Diablo. Sau đó người anh hùng cố chiếm giữ Diablo nhưng lại bị khuất phục và đánh mất linh hồn về tay hắn và trở thành "lữ khách bóng đêm" (Dark Wanderer) rời khỏi Tristram trước khi đàn quái vật tiến công tiêu diệt thị trấn này.

## Cách chơi
Diablo thực sự trở thành một đại diện kinh điển, một tượng đài cho thể loại game nhập vai hành động. Trong game người chơi tiêu diệt quái vật, lên level, nhặt vật phẩm, học kĩ năng, tuơng tác với các nhân vật trong game, làm nhiệm vụ như một game nhập vai và làm tất cả các điều đó trong thời gian thực như một game hành động. Nhân vật có các chỉ số HP (health point) tượng trưng cho sinh mệnh và MP (mana point) tượng trưng khả năng dùng kỹ năng. Hai chỉ số trên có thể phục hồi bằng các vật phẩm rơi ra do đánh địch hoặc mở hòm. Mỗi lần bạn vào game bản đồ sẽ thay đổi tạo sự khác biệt cho mỗi lần chơi, mang lại giá trị chơi lại rất cao.

## Nhân vật
Trò chơi có ba lớp nhân vật Warrior, Rogue, Sorcerer. Mỗi lớp nhân vật có đặc điểm riêng warrior có sức mạnh thiên về cơ bắp, rogue có độ khéo léo cao, hay các socerer là bậc thầy về phép thuật. Riêng trong bản Hellfire có thêm 3 lớp nhân vật nữa đó là barbarian, bard, monk, tuy nhiên cả ba lớp nhân vật này đều được tạo ra từ 3 lớp nhân vật cũ trong bản Diablo gốc.
- Warrior: là các chiến binh mạnh mẽ, bậc thầy về sử dụng vũ khí cận chiến, bền bỉ, có sức tấn công cao hơn các nhân vật khác. Họ xuất pháp từ tộc barbarians trên cao nguyên miền bắc để trở thành các hiệp sĩ cấp cao.
- Rogue: là các cung thủ xuất sắc nhất của thế giới Sanctuary.
- Sorcerer: là những pháp sư phù thủy thiên về phép thuật. Họ có những kĩ năng rất đặc biệt và là nhân vật được ưa thích đối với người chơi.